# Quadrisegmentum triangulum
Quadrisegmentum triangulum is een vlokreeftensoort uit de familie van de Caprellidae. De wetenschappelijke naam van de soort is voor het eerst geldig gepubliceerd in 1988 door Hirayama.